# Carmichael-függvény
A matematika, azon belül a számelmélet területén a pozitív egész n-eken értelmezett, {\displaystyle \lambda (n)}-nel jelölt Carmichael-függvény értéke az a legkisebb m pozitív egész szám, melyre
{\displaystyle a^{m}\equiv 1{\pmod {n}}}, ha a és n relatív prímek és 1 < a < n .
Minden n-hez relatív prím a egész számra. Az algebrai eszközeivel kifejezve, a modulo n egész számok multiplikatív csoportjának az exponensét határozza meg. A Carmichael-függvény ismert még mint a redukált tóciens függvény vagy a legkisebb univerzális exponens-függvény, jelölése itt néha {\displaystyle \psi (n)}.
A {\displaystyle \lambda (n)} Carmichael-függvény első 36 eleme (A002322 sorozat az OEIS-ben) a {\displaystyle \varphi } Euler-függvényhez hasonlítva (félkövér, ha különbözőek):
| n                           | 1 | 2 | 3 | 4 | 5 | 6 | 7 | 8 | 9 | 10 | 11 | 12 | 13 | 14 | 15 | 16 | 17 | 18 | 19 | 20 | 21 | 22 | 23 | 24 | 25 | 26 | 27 | 28 | 29 | 30 | 31 | 32 | 33 | 34 | 35 | 36 |
| --------------------------- | - | - | - | - | - | - | - | - | - | -- | -- | -- | -- | -- | -- | -- | -- | -- | -- | -- | -- | -- | -- | -- | -- | -- | -- | -- | -- | -- | -- | -- | -- | -- | -- | -- |
| {\displaystyle \lambda (n)} | 1 | 1 | 2 | 2 | 4 | 2 | 6 | 2 | 6 | 4  | 10 | 2  | 12 | 6  | 4  | 4  | 16 | 6  | 18 | 4  | 6  | 10 | 22 | 2  | 20 | 12 | 18 | 6  | 28 | 4  | 30 | 8  | 10 | 16 | 12 | 6  |
| {\displaystyle \varphi (n)} | 1 | 1 | 2 | 2 | 4 | 2 | 6 | 4 | 6 | 4  | 10 | 4  | 12 | 6  | 8  | 8  | 16 | 6  | 18 | 8  | 12 | 10 | 22 | 8  | 20 | 12 | 18 | 12 | 28 | 8  | 30 | 16 | 20 | 16 | 24 | 12 |

## Numerikus példa
72 = 49 ≡ 1 (mod 8), mivel a 7 és a 8 relatív prímek (legnagyobb közös osztójuk 1; nincsenek közös prímtényezőik) és a Carmichael-függvény értéke 8-nál 2. Az Euler-függvény értéke 8-nál 4, mivel 4 olyan szám van, ami 8-nál kisebb és 8-cal relatív prím (1, 3, 5, és 7). Bár az Euler–Fermat-tétel miatt természetesen igaz, hogy 74 = 2401 ≡ 1 (mod 8), szükségtelen 7-et a negyedik hatványra emelni, mivel a Carmichael-függvény megmutatja, hogy 7 a négyzeten kongruens 1-gyel (mod 8). A 7 kettőnél nagyobb hatványokra emelése csak a 7, 1, 7, 1… ciklust ismétli. Ugyanez áll fent a 3 és az 5 esetében, így látható hogy a Carmichael-szám itt 2 és nem 4.

## Carmichael-tétel
Páratlan prímszámok hatványai és ezek kétszeresei esetében, valamint a 2 és 4 esetében a λ(n) értéke éppen megegyezik φ(n)-nel, az Euler-függvény értékével; a 4-nél nagyobb 2-hatványok esetében pedig az Euler-függvény értékének felével:
{\displaystyle \lambda (n)={\begin{cases}\;\;\varphi (n)&{\mbox{ha }}n=2,3,4,5,6,7,9,10,11,13,14,17,18,19,22,23,25,26,27,29,\dots \\{\tfrac {1}{2}}\varphi (n)&{\text{ha }}n=8,16,32,64,128,256,\dots \end{cases}}}
A prímhatványokra vonatkozó egyenlőség az Euler-függvénnyel abból adódik, hogy:
{\displaystyle \varphi (p^{k})=p^{k-1}(p-1).\;}
A számelmélet alaptétele szerint bármely n > 1 egyértelműen felírható
{\displaystyle n=p_{1}^{a_{1}}p_{2}^{a_{2}}\dots p_{\omega (n)}^{a_{\omega (n)}}}
alakban, ahol p1 < p2 < ... < pω prímszámok és ai > 0. (az n = 1 az üres szorzatnak felel meg.)
Általános n-re, λ(n) megegyezik az összes prímhatvány-tényező λ értékeinek legkisebb közös többszörösével (lkkt):
{\displaystyle \lambda (n)={\text{lkkt}}[\lambda (p_{1}^{a_{1}}),\;\lambda (p_{2}^{a_{2}}),\dots ,\lambda (p_{\omega (n)}^{a_{\omega (n)}})].}
A Carmichael-tétel kimondja, hogy ha a és n relatív prímek, akkor
{\displaystyle a^{\lambda (n)}\equiv 1{\pmod {n}},}
ahol {\displaystyle \lambda } a fentebb meghatározott Carmichael-függvény. Másszóval, kimondja a fenti képletek helyességét. Ez bebizonyítható bármely primitív gyök és a kínai maradéktétel figyelembe vételével.

## Bizonyítás
Hogyha a és n relatív prímek, fennáll, hogy {\displaystyle a^{\lambda (n)}\equiv 1{\pmod {n}}}.
A kis Fermat-tétel alapján {\displaystyle a^{p-1}=1+hp}.
{\displaystyle a^{p^{k-1}(p-1)}=1+hp^{k}}
{\displaystyle a^{p^{k}(p-1)}=(1+hp^{k})^{p}=1+h^{p}p^{k+1}+\dots =1+h_{0}p^{k+1}}
Teljes indukcióval {\displaystyle a^{p^{k-1}(p-1)}\equiv 1{\pmod {p^{k}}}}.
{\displaystyle a=1+2h}
{\displaystyle a^{2}=1+4h(h+1)=1+8C_{h+1}^{2}}
{\displaystyle a^{2^{k-2}}=1+2^{k}h}
{\displaystyle a^{2^{k-1}}=(1+2^{k}h)^{2}=1+2^{k+1}(h+2^{k-1}h^{2})}
Teljes indukcióval, ha k ≥ 3, akkor {\displaystyle a^{2^{k-2}}\equiv 1{\pmod {2^{k}}}}.

## Az eredmények hierarchiája
Mivel λ(n) osztója φ(n)-nek (a hányadosok itt találhatók: (A034380 sorozat az OEIS-ben)), a Carmichael-tétel erősebb eredmény a korábbi Euler–Fermat-tételnél. Nyilvánvaló, hogy a két tétel összekapcsolódik, hiszen egy véges Abel-csoport kitevőjének osztania kell a csoport rendjét, elemi csoportelméleti megfontolásokból. A két függvény értékei már egész kis esetekre is eltérnek egymástól: λ(15) = 4, míge φ(15) = 8 (lásd  A033949 a megfelelő n-ekhez).
A kis Fermat-tétel az Euler–Fermat-tétel speciális esete, ahol n egy p prímszámmal egyezik meg. A Carmichael-tétel p prímszámra ugyanazt az eredményt adja, mivel a kérdéses csoport ilyenkor ciklikus csoport, melynek rendje és kitevője egyaránt p − 1.

## A Carmichael-függvény tulajdonságai

### Oszthatóság
{\displaystyle a|b\Rightarrow \lambda (a)|\lambda (b)}

### Kompozíció
Minden {\displaystyle a} és {\displaystyle b} pozitív egész számra fennáll, hogy
{\displaystyle \lambda ({\text{lkkt}}(a,b))={\text{lkkt}}(\lambda (a),\lambda (b))} .
Ez a Carmichael-függvény rekurzív definíciójának a következménye.

### Primitív m-edik egységgyökök
Ha {\displaystyle a} és {\displaystyle n} relatív prímek és
{\displaystyle m} a legkisebb kitevő, amire {\displaystyle a^{m}\equiv 1{\pmod {n}}},
akkor
{\displaystyle m|\lambda (n)} .
Tehát a modulo {\displaystyle n} egészek gyűrűje primitív egységgyökeinek a rendjei osztói a {\displaystyle \lambda (n)}-nek.

### Exponenciális ciklushosszúság
Vegyünk egy {\displaystyle n} számot, mely prímfelbontásában szereplő maximális kitevő {\displaystyle x_{max}}. Ekkor minden {\displaystyle a}-ra (az {\displaystyle n}-nel nem relatív prímekre is) és minden {\displaystyle k\geq x_{max}}-ra igaz, hogy:
{\displaystyle a^{k}\equiv a^{k+\lambda (n)}{\pmod {n}}}.
Ha pedig {\displaystyle n} négyzetmentes ({\displaystyle x_{max}=1}), akkor minden  {\displaystyle a}-ra igaz, hogy:
{\displaystyle a\equiv a^{\lambda (n)+1}{\pmod {n}}}.

### Átlagos és tipikus értéke
Bármely x > 16-ra:
{\displaystyle {\frac {1}{x}}\sum _{n\leq x}\lambda (n)={\frac {x}{\ln x}}e^{B(1+o(1))\ln \ln x/(\ln \ln \ln x)}}.
ahol B konstans:
{\displaystyle B=e^{-\gamma }\prod _{p}\left({1-{\frac {1}{(p-1)^{2}(p+1)}}}\right)\approx 0,34537\ .}
Minden N számra és legfeljebb o(N) n ≤ N pozitív egészre:
{\displaystyle \lambda (n)=n/(\ln n)^{\ln \ln \ln n+A+o(1)}\,}
ahol A konstans,
{\displaystyle A=-1+\sum _{p}{\frac {\log p}{(p-1)^{2}}}\approx 0,2269688\ .}

### Alsó korlátok
Bármely elegendően nagy N-re és bármely {\displaystyle \Delta \geq (\ln \ln N)^{3}}-ra legfeljebb
{\displaystyle Ne^{-0,69(\Delta \ln \Delta )^{1/3}}}
{\displaystyle n\leq N} pozitív egész létezik, melyre {\displaystyle \lambda (n)\leq ne^{-\Delta }}.
Bármely pozitív egészekből álló {\displaystyle n_{1}<n_{2}<n_{3}<\cdots } sorozatra, {\displaystyle 0<c<1/\ln 2} konstansra és elegendően nagy i-re igaz, hogy:
{\displaystyle \lambda (n_{i})>(\ln n_{i})^{c\ln \ln \ln n_{i}}}.

### Kis értékei
Bármely c konstanshoz és elegendően nagy pozitív A számhoz, létezik olyan {\displaystyle n>A} egész szám, melyre {\displaystyle \lambda (n)<(\ln A)^{c\ln \ln \ln A}}.
Továbbá, n felírható
{\displaystyle n=\prod _{(q-1)|m{\text{ és }}q{\text{ prímszám}}}q}
alakban valamely négyzetmentes {\displaystyle m<(\ln A)^{c\ln \ln \ln A}} egészre.

### Értékkészlet
A Carmichael-függvény értékkészletének számláló függvénye
{\displaystyle {\frac {x}{(\log x)^{\eta +o(1)}}}\ ,}
ahol {\displaystyle \eta =1-{\frac {1+\log \log 2}{\log 2}}=0,08607}….

## Fordítás
- Ez a szócikk részben vagy egészben a Carmichael function című angol Wikipédia-szócikk ezen változatának fordításán alapul.  Az eredeti cikk szerkesztőit annak laptörténete sorolja fel. Ez a jelzés csupán a megfogalmazás eredetét és a szerzői jogokat jelzi, nem szolgál a cikkben szereplő információk forrásmegjelöléseként.